# Wilco (band)
Wilco is een Amerikaanse rockband die in 1994 werd opgericht door oud-leden van Uncle Tupelo.
De band bestaat sinds 2006 uit frontman zanger/gitarist en songwriter Jeff Tweedy, gitarist Nels Cline, bassist en backingvocalist John Stirratt, drummer/percussionist Glenn Kotche, toetsenist Mikael Jorgensen en multi-instrumentalist Pat Sansone.

## Geschiedenis
Nadat cultgroup Uncle Tupelo begin jaren negentig ter ziele gaat, richten de belangrijkste songwriters van die groep Jay Farrar en Jeff Tweedy beiden hun eigen band op: Son Volt en Wilco. 'Wilco' is 27 MC-jargon van Amerikaanse vrachtwagenchauffeurs en betekent 'will comply' ('boodschap is ontvangen en verzoek wordt opgevolgd'). De albumtitels "Yankee Hotel Foxtrot" en "Alpha Mike Foxtrot: Rare Tracks 1994-2014" verwijzen naar de bandnaam.
De eerste plaat "A.M." wordt door Uncle Tupelo-fans en de pers lauw ontvangen, maar met de opvolger "Being There" revancheert de band zich en wordt Wilco gezien als een van de vaandeldragers van het muziekgenre altcountry.
Dochter Nora van Amerikaans folkzanger Woody Guthrie vraagt de band vervolgens teksten die haar vader voor zijn dood heeft achtergelaten van muziek te voorzien. Samen met de Engelse muzikant Billy Bragg duikt Wilco de studio in en dit levert de albums "Mermaid Avenue vol. 1 & 2" op. In april 2009 brengt Wilco op internet een gratis cover uit van de Woody Guthrie song "The Jolly Banker". Aan de downloaders wordt gevraagd om een donatie aan de Woody Guthrie Foundation, die de nalatenschap van de folkzanger bewaart.
Op het volgende album, "Summerteeth" uit 1999, slaat de groep een nieuw muzikaal pad in. Er staan nog steeds poppy gitaarsongs op het album, maar daarnaast krijgen enkele nummers complexere arrangementen. Er is plaats voor (elektronische) geluidseffecten, samples, feedback en (op recentere platen) zeer complexe percussiepartijen. Op "Yankee Hotel Foxtrot" en "A Ghost is Born" wordt deze werkwijze alleen nog maar grondiger toegepast. Het liedje heeft dan plaatsgemaakt voor muziekcollages. De vraag of deze nummers ook live kunnen worden gebracht, beantwoordt de band in 2005 bevestigend middels het uitbrengen van het live-dubbelalbum "Kicking Television", een registratie van een tweetal concerten in thuisbasis Chicago.
De moeizame totstandkoming van het album "Yankee Hotel Foxtrot" (2001) is vastgelegd in de documentaire "I Am Trying To Break Your Heart" van filmmaker Sam Jones en het boek "Wilco: Learning How to Die" van Pitchfork-journalist Greg Kot. In mei 2000 is Jeff Tweedy een samenwerking gestart met ex-Sonic Youth-producer en -bandlid Jim O'Rourke en drummer/percussionist Glenn Kotche onder de naam Loose Fur. Het werken met deze experimentele muzikanten bevalt zo goed dat Tweedy begint te twijfelen aan de capaciteiten van sommige bandleden om zijn songs in creatief opzicht een stap verder te brengen. Dit leidt ertoe dat Ken Coomer uit de band wordt gezet en Kotche zijn plaats als drummer inneemt.
Tijdens het werken aan de plaat gaat Jay Bennett in het voorjaar van 2001 een steeds grotere rol innemen bij het uitmixen van de nummers. Er zijn inmiddels zoveel verschillende versies van alle partijen opgenomen dat het overzicht is verdwenen. Ondanks (of juist als gevolg van) het nachten doorhalen in de studio slaagt Bennett er niet in om tot een bevredigend resultaat te komen en nemen de spanningen tussen hem en de overige bandleden toe. Tweedy roept de hulp in van O'Rourke, die achter de mengtafel nieuwe versies creëert die de bandleden (inclusief Bennett) wel kunnen bekoren. Het eindresultaat kan platenmaatschappij Reprise Records, een label van Warner Music Group, niet bekoren. Nadat is gebleken dat Tweedy en Bennett niet bereid zijn om water in de wijn te doen, opent Reprise een uitweg uit de impasse door de band aan te bieden de rechten over te nemen voor vijftigduizend dollar (na er ruim tweehonderdduizend dollar aan studiotijd in te hebben geïnvesteerd). Wilco gaat akkoord en hoeft uiteindelijk zelfs helemaal niets te betalen. Na deze 'bevrijding' geeft de band begin juli 2001 een gratis concert in een stadspark in Chicago dat het laatste Wilco-concert van Jay Bennett zal blijken. In augustus 2001 deelt Tweedy hem mee dat de rest van de band heeft besloten zonder hem verder te willen. De jarenlange vriendschap samenwerking in het schrijven van songs komt abrupt tot een einde en zowel Bennett als fans hebben moeite dit te accepteren. Bennett vervolgt zijn carrière als sessiemuzikant, producer en solo-artiest en brengt vijf soloalbums uit. In mei 2009 klaagt hij Tweedy aan voor contractbreuk en eist hij geld van de Wilco-frontman. Twee weken daarvoor had hij bekendgemaakt dat hij een nieuwe heup nodig had maar zich de operatie niet kon veroorloven. Op 24 mei wordt hij levenloos gevonden in zijn huis in Urbana (Illinois). De lijkschouwer maakt in juni bekend dat Bennett is overleden aan een overdosis van de pijnsteller fentanyl.
Hoewel er zich tientallen platenlabels hebben gemeld die "Yankee Hotel Foxtrot" wel willen uitbrengen, besluit de band de plaat op 18 september 2001 als gratis stream op zijn website te zetten. De aanslagen op 11 september 2001 de week ervoor spelen hierin een doorslaggevende rol. De plaat zou oorspronkelijk op 11 september door Reprise Records zijn uitgebracht. Daarbij komt dat tekstfragmenten als "I would like to salute the ashes of American flags", "tall buildings shake, voices escape singing sad sad songs" en "Moving forward through flaming doors ... you have to learn how to die" door de aanslagen ineens een politieke en zelfs morbide lading hebben gekregen. Tweedy komt tot de slotsom dat een tour in de herfst dé manier is voor band en fans om elkaar emotioneel te kunnen steunen én te voorkomen dat de plaat, als die eenmaal uitkomt, als een politiek statement zal worden opgevat. Wilco heeft door het vertrek bij Reprise de rechten in bezit en kan ermee doen wat het wil. Om de fans de gelegenheid te geven de nieuwe nummers alvast te leren kennen, wordt de stream beschikbaar gesteld. Tijdens de tournee zingen de fans mee in uitverkochte zalen en vertegenwoordigers van platenlabels verdringen elkaar backstage om Tweedy te spreken te krijgen. Uiteindelijk kiest de band voor Nonesuch Records, ironisch genoeg net als Reprise onderdeel van Warner Music, dat de plaat op 19 april 2002 uitbrengt. Het album wordt met ruim 400.000 verkochte exemplaren Wilco's bestverkochte plaat ooit.
In mei 2007 brengt de band het album "Sky Blue Sky" uit, waarop het gitaarspel van Tweedy en Cline een dominante rol speelt. De plaat is muzikaal minder experimenteel dan zijn twee voorgangers.
In juli 2015 verrast Wilco de fans met de release van "Star Wars", een album dat gratis is te downloaden van de website van de band en later ook als cd en op vinyl wordt uitgebracht.
In november 2016 stelt de band een eigen programma samen op Le Guess Who? in Utrecht, als onderdeel van het tienjarig jubileum van het festival. De avond ervoor (9 november) treedt de band op in TivoliVredenburg. Het is de avond na de verrassende verkiezing van Donald J. Trump tot 45e president van de Verenigde Staten, een gebeurtenis die de bandleden droevig stemt gezien het commentaar van frontman Jeff Tweedy: "We come to your broken hearted. (...) We will not waste tears on that motherfucker. I don't cry because of him. I cry because I need to mourn. (...) And then I need to be prepared for what's next. And we all are, right?"

## Discografie

### Albums
| Album met eventuele hitnotering(en) in de Nederlandse Album Top 100 | Datum van verschijnen | Datum van binnenkomst | Hoogste positie | Aantal weken | Opmerkingen      |
| ------------------------------------------------------------------- | --------------------- | --------------------- | --------------- | ------------ | ---------------- |
| A.M.                                                                | 28-03-1995            | -                     |                 |              |                  |
| Being there                                                         | 29-10-1996            | -                     |                 |              |                  |
| Mermaid avenue                                                      | 23-06-1998            | -                     |                 |              | met Billy Bragg  |
| Summerteeth                                                         | 09-03-1999            | -                     |                 |              |                  |
| Mermaid avenue vol. II                                              | 30-05-2000            | -                     |                 |              | met Billy Bragg  |
| Yankee Hotel Foxtrot                                                | 23-04-2002            | -                     |                 |              |                  |
| A ghost is born                                                     | 22-06-2004            | 26-06-2004            | 94              | 1            |                  |
| Kicking television - Live in Chicago                                | 15-11-2005            | -                     |                 |              | Livealbum        |
| Sky blue sky                                                        | 11-05-2007            | 19-05-2007            | 51              | 4            |                  |
| Wilco (the album)                                                   | 26-06-2009            | 04-07-2009            | 50              | 3            |                  |
| The whole love                                                      | 23-09-2011            | 01-10-2011            | 16              | 5            |                  |
| Mermaid Avenue: The Complete Sessions                               | 21-04-2012            |                       |                 |              | met Billy Bragg  |
| Alpha Mike Foxtrot: Rare Tracks 1994-2014                           | 17-11-2014            |                       |                 |              | Compilatie-album |
| Star Wars                                                           | 16-07-2015            | 29-08-2015            | 14              | 4            |                  |
| Schmilco                                                            | 09-09-2016            | 17-09-2016            | 9               | 3            |                  |
| Ode to Joy                                                          | 4-10-2019             |                       |                 |              |                  |
| Cruel Country                                                       | 27-5-2022             |                       |                 |              |                  |

| Album met hitnotering(en) in de Vlaamse Ultratop 200 albums | Datum van verschijnen | Datum van binnenkomst | Hoogste positie | Aantal weken | Opmerkingen |
| ----------------------------------------------------------- | --------------------- | --------------------- | --------------- | ------------ | ----------- |
| A ghost is born                                             | 2004                  | 03-07-2004            | 34              | 7            |             |
| Sky blue sky                                                | 2007                  | 19-05-2007            | 16              | 7            |             |
| Wilco (the album)                                           | 2009                  | 04-07-2009            | 25              | 11           |             |
| The whole love                                              | 2011                  | 01-10-2011            | 12              | 6            |             |

### Singles
| Single met hitnotering(en) in de Vlaamse Ultratop 50 | Datum van verschijnen | Datum van binnenkomst | Hoogste positie | Aantal weken | Opmerkingen |
| ---------------------------------------------------- | --------------------- | --------------------- | --------------- | ------------ | ----------- |
| Dawned on me                                         | 06-02-2012            | 21-04-2012            | tip87           | -            |             |

## Videografie
- Jones, Sam (2001). I Am Trying To Break Your Heart. Documentaire (en) IMDb
- Canty, Brendan en Green, Christoph (2009). Ashes of American Flags. DVD Nonesuch 7559-79938-1 (en) IMDb

## Voetnoten
1. ↑  Kot, Greg (2004). Wilco: Learning How to Die. New York: Broadway Books. ISBN 978-0-7679-1558-8, p. 89
2. ↑  (en) Kot, Greg, Coroner: Painkiller killed ex-Wilco member. ChicagoBreakingNews.com (23 juni 2009). Gearchiveerd op 25 juni 2009. Geraadpleegd op 7 juni 2021.
3. ↑  (en) Greg Kot (2004). Wilco: Learning How to Die. Broadway Books, 176-229. ISBN 9780767915588. Geraadpleegd op 7 juni 2021.
4. ↑  https://web.archive.org/web/20180224114054/https://wilco.kungfustore.com/music-and-books/roadcase/roadcase-061-november-9-2016-utrecht-netherlands-wilr61.html, track 4 "Cry all day"